# Estadio Wagener
Estadio Wagener (en neerlandés, Wagenerstadion) es una instalación deportiva de la ciudad de Amstelveen (Países Bajos), que sirve para partidos de hockey sobre hierba. Fue construido en 1938 y se le nombró en honor a Joop Wagener, antiguo presidente del Club de Hockey Amsterdam. Desde 1980 pertenece a la Real Asociación Neerlandesa de Hockey (KNHB).

## Acontecimientos deportivos
- Copa Mundial de Hockey Masculino de 1973
- Copa Mundial de Hockey Femenino de 1986
- Campeonato Europeo de Hockey sobre Hierba Femenino de 2009
- Campeonato Europeo de Hockey sobre Hierba Masculino de 2009
- Campeonato Europeo de Hockey sobre Hierba Masculino de 2017
- Campeonato Europeo de Hockey sobre Hierba Femenino de 2017
- Campeonato Europeo de Hockey sobre Hierba Masculino de 2021
- Campeonato Europeo de Hockey sobre Hierba Femenino de 2021
- Copa Mundial de Hockey Femenino de 2022